# Girard-Perregaux

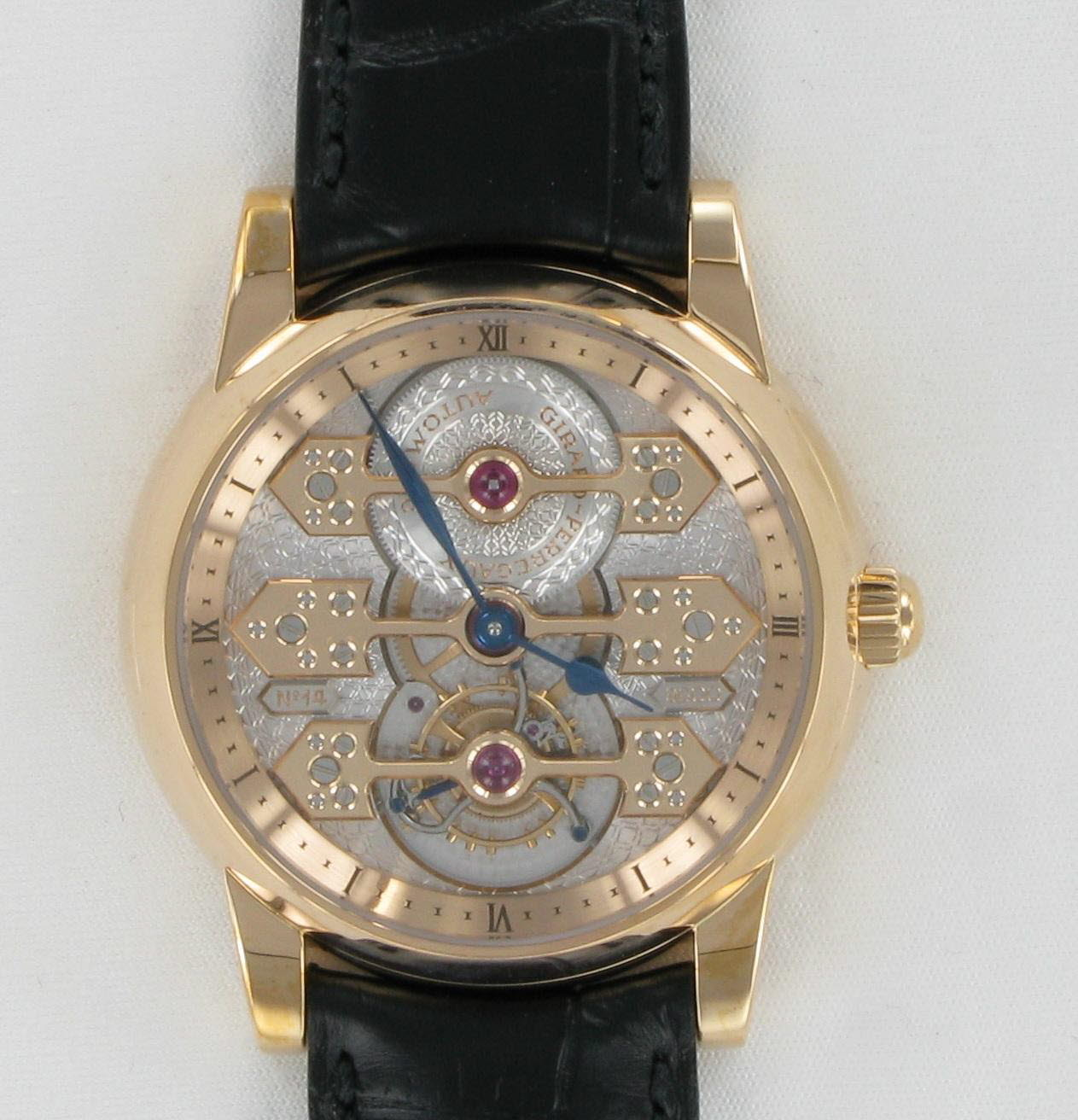
Tourbillon mit drei goldenen Brücken

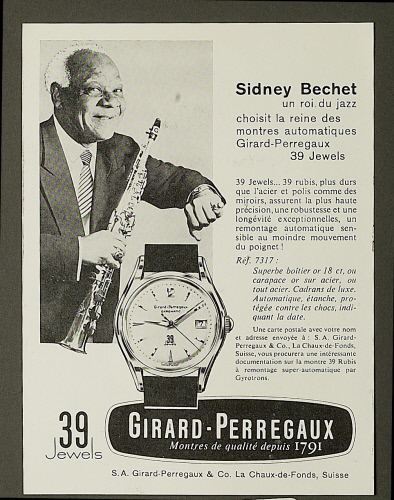
Sidney Bechet als Testimonial der Marke Girard-Perregaux

Die Uhrenmarke Girard-Perregaux ist eine der ältesten der Schweizer Uhrenmanufakturen mit Firmensitz in La Chaux-de-Fonds im  Kanton Neuenburg in der Schweiz. Das Unternehmen produziert im oberen Luxussegment.

## Geschichte
Im Jahr 1850 eröffnete Constant Girard seine Uhrenwerkstatt an der Rue du Parc 8, später bezog er die Adresse Rue des Tilleuls 2. Nachdem der junge Uhrmacher 1854 Marie Perregaux, die Schwester des Chronometermachers Henri Perregaux geheiratet hatte, wurde die Firma 1856, nach seinem neuen Allianznamen, in Girard-Perregaux umbenannt. Das Unternehmen war von Anfang an darauf ausgerichtet, vergleichsweise präzise Chronometer herzustellen. Zwischen 1866 und 1876 gewann es mehrere Preise bei den vom Observatorium in Neuchâtel eingerichteten Chronometer-Wettbewerben. Besonders hervorzuheben sind hier die Taschenchronometer mit 3-Brücken-Werk und Tourbillon, für welche Girard-Perregaux 1867 und 1889 auf der Weltausstellung in Paris die Goldmedaille für besondere Leistungen auf dem Gebiet der Präzision erhielt.
Auf Bestellung der deutschen Kriegsmarine soll Girard-Perregaux (gemäss Jaquet und Chapuis) bereits um 1880 rund 2000 Exemplare einer an einem Kettenarmband aus Metall zu tragenden Armbanduhr mit etwa 11 Linien Durchmesser gefertigt haben. Damit war Girard-Perregaux bei der Einführung der Armbanduhr seiner Zeit voraus. Die Uhren wurden um 1890 vor allem nach Lateinamerika, in die USA und nach Japan exportiert.
1906 kaufte Girard-Perregaux unter der Leitung von Louis-Constant Girard-Gallet die Uhrenmanufaktur Bautte und Moynier, die 1791 in Genf von Jean-François Bautte gegründet worden war, und führte fortan in der Unternehmenschronik das Jahr 1791 als Gründungsjahr. Während der Wirtschaftskrise erwarb Otto Graef, der Eigentümer der Manufacture Internationale de Montres d’Or (MIMO), dem Hersteller der ersten Armbanduhr mit Rechenschieber, 1929 die Mehrheitsanteile an der Firma nach einer Insolvenz von Girard-Perregaux im Jahr zuvor. 1932 eröffnete das Unternehmen eine Niederlassung in den USA. 1946 bezog es seinen neuen Hauptsitz an der Place Girardet 1. Architekt war Tell Jacot.
1969 ging Girard-Perregaux an die Börse. Weitere Meilensteine in der Geschichte des Unternehmens sind die 1957 vorgestellte Automatik-Armbanduhr mit Gyromatic-Werk und 1966 die Fertigung des ersten mechanischen Hochfrequenz-Werkes, der Chronometer HF, dessen Unruh mit 36'000 Halbschwingungen (Amplituden) pro Stunde arbeitete und 1966 der Gewinn des Jahrhundertpreises für Chronometrie des Observatoriums in Neuchâtel. 1970 wurde von Girard-Perregaux die erste industriell gefertigte Quarzuhr der Schweiz vorgestellt. Der damals von Girard-Perregaux gesetzte Standard von 32,768 kHz für Quarzwerke gilt bis heute in der gesamten Industrie. 1978 folgte das kleinste Quarzwerk der Welt. Da die Erben Otto Graefs ohne Nachkommen blieben, wurde die Firma 1979 an das Handelshaus Desco von Schulthess verkauft.
1988 wurde Girard-Perregaux im Verbund mit einigen Banken an ihren geschäftsführenden Direktor Francis Besson verkauft. Nachdem die Firma fast 20 Jahre lang nur noch Quarzuhren hergestellt hatte, nahm sie ab 1989 die Herstellung von mechanischen Uhren wieder auf. 1992 kaufte der ehemalige Rennfahrer Luigi Macaluso als Eigentümer der Sowind Group SA die Firma. 1991 war anlässlich des 200-jährigen Bestehens ein historische Sammlung gezeigt worden. 1998 erwarb Girard-Perregaux die Villa Marguerite in La Chaux-de-Fonds aus dem Jahr 1918. Der Uhrenfabrikant Charles Nuding (1876–1924) hatte diese Villa für sich als Wohnhaus bauen lassen. Girard-Perregaux richtete darin 1999 ein kleines privates Museum ein. Im Juni 2008 übernahm Kering zunächst 23 % der Anteile an der Sowind-Group, 2011 dann 50,1 %. Nach einem Management-Buy-Out gehört Girard-Perregaux seit 2022 der Sowind Group. Girard-Perregaux beliefert auch andere Uhrenmarken mit Kalibern, darunter MB&F, Gucci und die eigene Tochterfirma Daniel Jeanrichard.

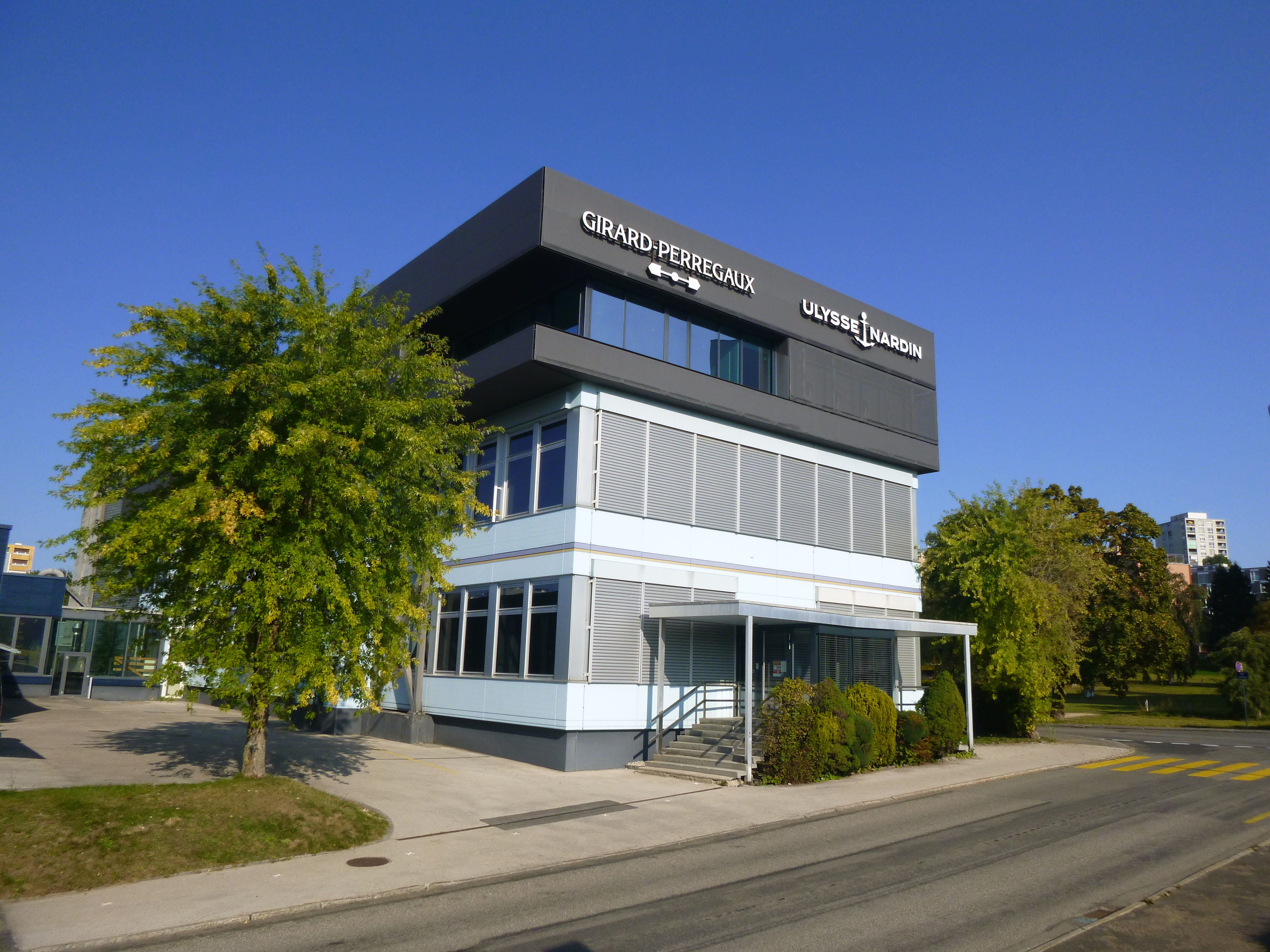
Ein Girard-Perregaux-/Ulysse-Nardin-Produktionsgebäude in La Chaux-de-Fonds

## Serien
- Kollektion Vintage
- Kollektion Classique
- Laureato
- GP 7000
- Richeville
- Vintage 1945
- Hawk / Sea Hawk
- WW.TC Worldtimer